# Communauté de communes Les Avant-Monts
Die Communauté de communes Les Avant-Monts ist ein französischer Gemeindeverband mit der Rechtsform einer Communauté de communes im Département Hérault in der Region Okzitanien. Sie wurde am 1. Januar 2017 gegründet und umfasst 25 Gemeinden. Der Verwaltungssitz befindet sich im Ort Magalas.

## Historische Entwicklung
Der Gemeindeverband entstand mit Wirkung vom 1. Januar 2017 durch die Fusion der Vorgängerorganisationen
- Communauté de communes Les Avant-Monts du Centre Hérault und
- Communauté de communes Orb et Taurou.

Außerdem schlossen sich die Gemeinden Abeilhan und Puissalicon aus der aufgelösten Communauté de communes du Pays de Thongue dem hiesigen Verband an.

## Mitgliedsgemeinden
| Gemeinde                               | Einwohner 1. Januar 2022 | Fläche km² | Dichte Einw./km² | Code INSEE | Postleitzahl |
| -------------------------------------- | ------------------------ | ---------- | ---------------- | ---------- | ------------ |
| Abeilhan                               | 1.824                    | 7,81       | 234              | 34001      | 34290        |
| Autignac                               | 962                      | 11,55      | 83               | 34018      | 34480        |
| Cabrerolles                            | 338                      | 28,68      | 12               | 34044      | 34480        |
| Causses-et-Veyran                      | 620                      | 17,65      | 35               | 34061      | 34490        |
| Caussiniojouls                         | 168                      | 10,50      | 16               | 34062      | 34600        |
| Faugères                               | 555                      | 26,06      | 21               | 34096      | 34600        |
| Fos                                    | 131                      | 6,58       | 20               | 34104      | 34320        |
| Fouzilhon                              | 247                      | 5,39       | 46               | 34105      | 34480        |
| Gabian                                 | 864                      | 15,96      | 54               | 34109      | 34320        |
| Laurens                                | 1.794                    | 16,39      | 109              | 34130      | 34480        |
| Magalas                                | 3.531                    | 20,76      | 170              | 34147      | 34480        |
| Margon                                 | 775                      | 4,47       | 173              | 34149      | 34320        |
| Montesquieu                            | 76                       | 14,47      | 5                | 34168      | 34320        |
| Murviel-lès-Béziers                    | 3.038                    | 32,36      | 94               | 34178      | 34490        |
| Neffiès                                | 1.018                    | 10,92      | 93               | 34181      | 34320        |
| Pailhès                                | 608                      | 6,00       | 101              | 34191      | 34490        |
| Pouzolles                              | 1.214                    | 10,01      | 121              | 34214      | 34480        |
| Puimisson                              | 1.218                    | 6,38       | 191              | 34223      | 34480        |
| Puissalicon                            | 1.352                    | 13,05      | 104              | 34224      | 34480        |
| Roquessels                             | 111                      | 8,98       | 12               | 34234      | 34320        |
| Roujan                                 | 2.297                    | 17,02      | 135              | 34237      | 34320        |
| Saint-Geniès-de-Fontedit               | 1.695                    | 9,24       | 183              | 34258      | 34480        |
| Saint-Nazaire-de-Ladarez               | 321                      | 28,27      | 11               | 34279      | 34490        |
| Thézan-lès-Béziers                     | 3.070                    | 13,65      | 225              | 34310      | 34490        |
| Vailhan                                | 142                      | 11,23      | 13               | 34319      | 34320        |
| Communauté de communes Les Avant-Monts | 27.969                   | 353,38     | 79               | –          | –            |